# 希代のヒットメーカー 作曲家 筒美京平
『希代のヒットメーカー 作曲家 筒美京平』（きだいのヒットメーカー さっきょくか つつみきょうへい）は、2011年5月29日にNHK BSプレミアムで放送された音楽ドキュメンタリー番組である。

## 概要
歌謡曲・J-POPのヒットメーカー、筒美京平が今回一度限りという許諾のもと、NHK BSプレミアムの番組に出演し自らを語った特別番組。
1960年代から40年以上にわたりヒット曲を生産し、歌謡界を牽引してきた作曲家・筒美京平。総売上枚数は作曲家歴代1位、ヒットチャート登場曲500曲以上、1位獲得数39曲という圧倒的なヒット作の数々が示すように、作曲家としてデビュー以来、音楽ファンを魅了するサウンドを提供し続けてきた。しかし、表に立つことを嫌いプロの職人として裏方に徹する美学を貫き通してきたため、これまでマスコミに登場することはほとんど無かった。
番組では、筒美のヒット作品やサウンドを紹介しながら、個人として、また音楽家としての貴重なインタビューを紹介。テレビ初となる松本隆との対談や、吉田拓郎の寄稿、メリー喜多川が筒美に宛てた直筆の手紙なども紹介された。また大学時代のジャズ仲間と一緒にピアノ演奏も披露。番組ラストでは、自作曲である太田裕美の『雨だれ』を演奏した。

## 内容
- 新しい歌謡曲の確立
- 音楽の神様に愛された少年
- 独自のサウンドの追求
- ヒットメーカーの着眼点
- 歌謡曲とニューミュージックの融合

筒美京平×松本隆 対談
- 更なるサウンドへのこだわり
- デジタル時代の筒美サウンド
- 作曲家生活を振り返って…

## 出演者
- 筒美京平

ゲスト
- 伊集院静
- 橋本淳
- 松本隆
- 船山基紀
- 内沼英二
- 草野浩二
- 相茶紀緒
- 萩原健太

ゲスト歌手
- ジュディ・オング
- 郷ひろみ
- 岩崎宏美
- 太田裕美
- 笠浩二（C-C-B）
- 中川翔子

他

## 放送曲
紹介順、（ ）内は使用映像。

### 使用楽曲
筒美京平作曲作品
- ブルー・ライト・ヨコハマ／いしだあゆみ（第20回NHK紅白歌合戦）
- バラ色の雲／ヴィレッジ・シンガーズ
- さよならのあとで／ジャッキー吉川とブルーコメッツ
- マドモアゼル・ブルース／ザ・ジャガーズ
- スワンの涙／オックス
- また逢う日まで／尾崎紀世彦（第22回NHK紅白歌合戦）
- あなたならどうする／いしだあゆみ（第21回NHK紅白歌合戦）
- 雨がやんだら／朝丘雪路（NHK歌謡コンサート）
- さらば恋人／堺正章（愉快にオンステージ）
- 雨のエアポート／欧陽菲菲（歌謡リクエストショー）
- お世話になりました／井上順（ふたりのビッグショー）
- 真夏の出来事／平山みき（第22回思い出のメロディー）
- 男の子女の子／郷ひろみ（第24回NHK紅白歌合戦）
- よろしく哀愁／郷ひろみ（ビッグショー）
- 青いリンゴ／野口五郎（ビッグショー）
- 甘い生活／野口五郎（第25回NHK紅白歌合戦）
- 17才／南沙織（第22回NHK紅白歌合戦）
- 赤い風船／浅田美代子（第4回日本歌謡大賞〈日本テレビ〉）
- わたしの彼は左きき／麻丘めぐみ（第24回NHK紅白歌合戦）
- セクシャルバイオレットNo.1／桑名正博（ビッグベストテン〈フジテレビ〉）
- 木綿のハンカチーフ／太田裕美（NHK歌謡コンサート）
- 私たち／岩崎宏美
- ロマンス／岩崎宏美（第26回NHK紅白歌合戦）
- シンデレラ・ハネムーン／岩崎宏美（レッツゴーヤング）
- 飛んでイスタンブール／庄野真代（NHK歌謡コンサート）
- たそがれマイ・ラブ／大橋純子（レッツゴーヤング）
- ドラマティック・レイン／稲垣潤一（稲垣潤一LIVE'93）
- 魅せられて／ジュディ・オング（第30回NHK紅白歌合戦）
- Romanticが止まらない／C-C-B（レッツゴーヤング）
- 君に薔薇薔薇…という感じ／田原俊彦（レッツゴーヤング）
- センチメンタル・ジャーニー／松本伊代（レッツゴーヤング）
- 夏色のナンシー／早見優（レッツゴーヤング）
- なんてったってアイドル／小泉今日子（第36回NHK紅白歌合戦）
- 卒業／斉藤由貴（レッツゴーヤング）
- 1986年のマリリン／本田美奈子（レッツゴーヤング）
- ツイてるねノッてるね／中山美穂（ヤングスタジオ101）
- ギンギラギンにさりげなく／近藤真彦（レッツゴーヤング）
- 仮面舞踏会／少年隊（レッツゴーヤング）
- 君だけに／少年隊（第38回NHK紅白歌合戦）
- サザエさん／宇野ゆう子
- 綺麗ア・ラ・モード／中川翔子（中川翔子 マジカルツアー 2009〜WELOCME TO THE SHOKO☆LAND〜）
- 恋のルール・新しいルール／ピチカート・ファイヴ（PV）
- 人魚／NOKKO（ポップジャム'94）
- 強い気持ち・強い愛／小沢健二（ポップジャムスペシャル）
- AMBITIOUS JAPAN!／TOKIO（第54回NHK紅白歌合戦）

その他
- 愛のさざなみ／島倉千代子
- 椰子の実
- 春の声
- テネシーワルツ／パティ・ペイジ
- ミスティ／エロル・ガーナー
- 恋はスバヤク／ガス・バッカス（de:Gus Backus）
- 涙くんさよなら／ジョニー・ティロットソン（en:Johnny Tillotson）
- バラが咲いた／ジョニー・ティロットソン
- バラが咲いた／マイク真木
- en:Rose Garden／リン・アンダーソン（en:Lynn Anderson）
- ひこうき雲／荒井由実
- 風をあつめて／はっぴいえんど
- あしたてんきになあれ／はっぴいえんど
- 君は天然色／大瀧詠一

### 演奏楽曲
筒美がピアノで演奏した曲。
- アニーローリー
- en:There Will Never Be Another You
- 雨だれ

## スタッフ
- 撮影：中山剛裕
- 音声：三上雅梓
- 照明：山口宰
- 編集：沖田恵
- 音響効果：細見浩三
- 取材：川原伸司
- 演出：親泊祐子
- プロデューサー：藤原典男
- 制作統括：小林誠治、横大路順一
- 制作協力：アズ クリエーション
- 制作：NHKエンタープライズ
- 制作・著作：NHK